# Lodowiec Szelfowy Getza
Lodowiec Szelfowy Getza (ang. Getz Ice Shelf) – lodowiec szelfowy w Antarktydzie Zachodniej na Morzu Amundsena, przylegający do Wybrzeża Hobbsa i Wybrzeża Bakutisa na Ziemi Marii Byrd.

## Nazwa
Nazwany na cześć George’a F. Getza, który wspomagał wyposażyć ekspedycję odkrywców lodowca . 

## Geografia
Lodowiec Szelfowy Getza leży w Antarktydzie Zachodniej na Morzu Amundsena, przylegając do Wybrzeża Hobbsa i Wybrzeża Bakutisa na Ziemi Marii Byrd między McDonald Heights a Półwyspem Martina . Zajmuje powierzchnię prawie 32,810 km² i rozciąga się wzdłuż wybrzeża na przestrzeni ok. 500 km.
W obrębie tego lodowca leży kilka wysp, m.in. Wright Island, Wyspa Carneya, Siple Island, Grant Island i Shepard Island. Między Carney Island a Siple Island znajduje się Russell Bay, a między Siple Island i Grant Island – Wrigley Gulf.
Lodowiec Szelfowy Getza zasilany jest przez 14 lodowców spływających z lądu, które rozciągają się na przestrzeni ok. 145 km i spływają z prędkością ponad 500 m na rok.   

Oderwanie się góry lodowej B-47 od lodowca w 2019 roku – animacja

W latach 1994–2018 region lodowca coraz szybciej tracił lód, przy czym przyczyny tego zjawiska nie są do końca poznane. Region utracił 315 giga ton lodu, co przyczyniło się do podwyższenia średniego stanu mórz o 0,9 ± 0,6 mm. Z uwagi na szybkie topnienie się lodowca, region poddany był corocznym obserwacjom w ramach misji NASA Operation IceBridge .  
W 2019 roku od lodowca oderwała się góra lodowa o powierzchni ok. 260 km² (35 × 10 km) . Oderwany fragment nazwano B-47 . W kwietniu 2020 roku oderwał się kolejny większy fragment – o powierzchni ok. 115 km² (28 × 11 km) – nazwany przez US National Ice Center B-50 .

Główne lodowce szelfowe Antarktydy (2008):
Lodowiec Szelfowy Rossa
Lodowiec Szelfowy Ronne i Lodowiec Szelfowy Filchnera
Lodowiec Szelfowy Amery’ego
Larsen C
Lodowiec Szelfowy Riiser-Larsena
Lodowiec Szelfowy Fimbul
Lodowiec Szelfowy Shackletona
Lodowiec Szelfowy Jerzego VI
Zachodni Lodowiec Szelfowy
Lodowiec Szelfowy Wilkinsa
Lodowiec Szelfowy Abbota
Lodowiec Szelfowy Getza

     Lodowiec Szelfowy Rossa
     Lodowiec Szelfowy Ronne i Lodowiec Szelfowy Filchnera
     Lodowiec Szelfowy Amery’ego
     Larsen C
     Lodowiec Szelfowy Riiser-Larsena
     Lodowiec Szelfowy Fimbul
     Lodowiec Szelfowy Shackletona
     Lodowiec Szelfowy Jerzego VI
     Zachodni Lodowiec Szelfowy
     Lodowiec Szelfowy Wilkinsa
     Lodowiec Szelfowy Abbota
     Lodowiec Szelfowy Getza

## Historia
Zachodnia część lodowca – na zachód od Siple Island – została odkryta przez Amerykanów w grudniu 1940 roku, a wschodnia – na wschód od Siple Island – w roku 1946 . Część wschodnia została zmapowana na podstawie zdjęć lotniczych wykonanych podczas amerykańskiej Operacji Highjump przeprowadzonej w latach 1946–1947 . Lodowiec został całkowicie naniesiony na mapy w latach 1962–1965 przez United States Geological Survey na bazie zdjęć lotniczych . 